# Kortrijk (Países Baixos)
Kortrijk (52° 09′ N, 4° 59′ L) é uma aldeia dos Países Baixos, na província de Utrecht. Ela pertence ao município de Breukelen, e está situada a 10 km, a noroeste de Utrecht.
A área de Kortrijk, que também inclui as partes periféricas da aldeia, bem como a zona rural circundante, tem uma população estimada em 270 habitantes.